# Episodi di Amiche nemiche (serie televisiva 1995) (terza stagione)
La terza stagione della serie televisiva Amiche nemiche è stata trasmessa in anteprima in Germania dalla ZDF tra il 7 ottobre 1997 e il 30 dicembre 1997.
| nº | Titolo originale          | Titolo italiano | Prima TV Germania | Prima TV Italia |
| -- | ------------------------- | --------------- | ----------------- | --------------- |
| 1  | Feuer und Flamme (Teil 1) |                 | 7 ottobre 1997    |                 |
| 2  | Feuer und Flamme (Teil 2) |                 | 7 ottobre 1997    |                 |
| 3  | Hanssons Geheimnis        |                 | 14 ottobre 1997   |                 |
| 4  | Wahre Treue               |                 | 21 ottobre 1997   |                 |
| 5  | Geschwisterliebe          |                 | 28 ottobre 1997   |                 |
| 6  | Der Heiratsantrag         |                 | 11 novembre 1997  |                 |
| 7  | In die Karten geguckt     |                 | 18 novembre 1997  |                 |
| 8  | Eifersucht                |                 | 25 novembre 1997  |                 |
| 9  | Elfie in Angst            |                 | 2 dicembre 1997   |                 |
| 10 | Marie räumt auf           |                 | 9 dicembre 1997   |                 |
| 11 | Abschied                  |                 | 16 dicembre 1997  |                 |
| 12 | Alleingelassen            |                 | 23 dicembre 1997  |                 |
| 13 | Die gelben Schleifen      |                 | 30 dicembre 1997  |                 |